# Торнаяз
Торная́з (тат. Торнаяз) — деревня в Высокогорском районе Республики Татарстан. Входит в состав Дубъязского сельского поселения.

## География
Деревня расположена на реке Касымов, в 26 километрах к северу от посёлка железнодорожной станции Высокая Гора.

## Этимология
Топоним произошёл от орнитонима татарского происхождения «торна» (журавль) и слова «яз» (весна).

## История
В «Списке населенных мест по сведениям 1859 года», изданном в 1866 году, населённый пункт упомянут как казённая деревня Турнояс 3-го стана Казанского уезда Казанской губернии. Располагалась при безымянном ключе, по левую сторону Уржумского торгового тракта, в 50 верстах от губернского города Казани и в 14 верстах от становой квартиры в казённой деревне Верхние Верески. В деревне в 20 дворах жили 222 человека (104 мужчины и 118 женщин). Была мечеть.

С 1931 года в деревне действовали колхозы, с 2010 года — крестьянское (фермерское) хозяйство.
С 12 января 1965 года в Высокогорском районах.

## Население
| 1782 | 1859 | 1897 | 1908 | 1920 | 1926 | 1938 | 1949 |
| ---- | ---- | ---- | ---- | ---- | ---- | ---- | ---- |
| 187  | ↗216 | ↗307 | ↗501 | ↘397 | ↗418 | ↘385 | ↘283 |
| 1958 | 1970 | 1989 | 2002 | 2008 | 2010 |      |      |
| ↘135 | ↘115 | ↘77  | ↘73  | ↗78  | ↘69  |      |      |

В 2017 году в селе жили 67 человек.
Национальный состав села: татары.